# Australien i olympiska sommarspelen 1900
Australien deltog med två deltagare vid de olympiska sommarspelen 1900 i Paris. Totalt vann de fem medaljer och slutade på nionde plats i medaljligan. Utöver de medaljörer som listas nedan så vann även Stan Rowley guldmedalj i 5 000 meter lag i friidrotten i ett kombinerat lag med fyra britter.

## Medaljer

### Guld
- Frederick Lane - Simning, 200 m frisim
- Frederick Lane - Simning, 200 m hindersimning

### Brons
- Stan Rowley - Friidrott, 60 m
- Stan Rowley - Friidrott, 100 m
- Stan Rowley - Friidrott, 200 m